# 淮南站
淮南站是一个阜淮铁路和淮南铁路上的铁路车站，位于安徽省淮南市舜耕中路，建于1944年，目前为二等站，目前客运：办理旅客乘降；行李、包裹托运；货运：办理整车、零担、集装箱货物发到；不办理危险货物发到。

## 概况
淮南站于1944年开始建设，1949年11月建成，时名洞山站。1960年蚌埠铁路分局将淮南站车站等级调整为四等站。1978年阜淮铁路建成通车，洞山站东迁180米至现址并改名淮南站。1986年车站现有的站房投入使用，同时车站等级调整为三等站。淮南站站房面积1933平方米。候车室位于站房中部，面积810平方米，可容纳800人候车；站房东侧为出站口和售票处，西侧是贵宾候车室。2008年上海铁路局将淮南站车站等级调整为二等站。
随着铁路的发展，淮南站候车室已越显拥挤，淮南市城乡规划局计划扩建淮南站。改造项目于2017年11月开工，工程包括站台增高、重建主体站房并改造人行地下通道等项目。
2018年10月26日，改造后的售票厅投入使用。同年11月，老站房被拆除。2019年3月21日起至2019年7月28日淮南站将停办客运业务以进行新站房建设和站台加高工程。全部工程于11月26日竣工投用。

## 车站结构

### 站房
淮南站目前使用的站房于2019年11月投用，长153.2米，总宽45.7米、主体高度17.6米、建筑总面积7948.04平方米。站房主体一层、局部二层。售票厅总建筑面积2300平方米，设置6个人工售票窗口和10台自动售票机。候车室面积3258平方米，最高聚集人数2000人，设有16台验票闸机。

### 站场
| 侧式站台 |                                 |
| 1站台    | 淮南铁路 往芜湖方向（大通站）   |
| 通过线   | 淮南铁路 下行列车通过线         |
| 通过线   | 阜淮铁路 上行列车通过线         |
| 2站台    | 阜淮铁路 往阜阳方向（淮南西站） |
| 岛式站台 |                                 |
| 3站台    | 阜淮铁路 往阜阳方向（淮南西站） |
| 侧线     |                                 |
| 侧线     |                                 |
| 侧线     |                                 |

## 接驳交通

### 公交
- 淮南火车站：
- 舜耕：